# Усун
Усу́н (якут. Уһун) — село в Вилюйском улусе Якутии России. Административный центр и единственный населённый пункт Кюлетского 1-го наслега.

## География
Село расположено на западе региона, в восточной части Центрально-Якутской равнины.
Географическое положение
Расстояние до улусного центра — города Вилюйск — 140 км.
Климат
В населённом пункте, как и во всем районе, климат резко континентальный, с продолжительным зимним и коротким летним периодами. Зимой погода ясная, с низкими температурами. Устойчивые холода зимой формируются под действием обширного антициклона, охватывающего северо-восточные и центральные улусы. Средняя месячная температура воздуха в январе находится в пределах от −28 °C до −40 °C..

## История
Согласно Закону Республики Саха (Якутия) от 30 ноября 2004 года N 173-З N 353-III село возглавило образованное муниципальное образование Кюлетский 1-й наслег.

## Население
| 2002 | 2010 | 2012 | 2013 | 2014 | 2015 | 2016 | 2017 | 2018 | 2019 | 2020 |
| ---- | ---- | ---- | ---- | ---- | ---- | ---- | ---- | ---- | ---- | ---- |
| 743  | ↗801 | ↘786 | ↘770 | ↘756 | ↗762 | ↗771 | ↗779 | ↗785 | ↗790 | →790 |
| 2021 |      |      |      |      |      |      |      |      |      |      |
| ↗801 |      |      |      |      |      |      |      |      |      |      |

Национальный состав
Согласно результатам переписи 2002 года, в национальной структуре населения якуты составляли 99 % от общей численности населения в 743 чел.

## Улицы
| - ул. И.Г. Чиряева, - ул. им А.В. Степанова, - ул. им П.А. Ойунского, - ул. М.К. Аммосова, - ул. Молодёжная, | - пер. Молодёжный, - ул. Набережная, - ул. П.А. Павлова, - ул. Портовская, - ул. Харыйалах. |

## Экономика
Животноводство (мясо-молочное скотоводство, мясное табунное коневодство).

## Инфраструктура
Дом культуры, средняя общеобразовательная школа, учреждения здравоохранения и торговли.

## Транспорт
Просёлочная дорога и автодорога федерального значения «Эдьигээн».